# Étienne Aubert le Jeune
Pour les articles homonymes, voir Étienne Aubert (homonymie) et Aubert.
Étienne Aubert le Jeune (? -1369), natif du diocèse de Limoges, petit-neveu d'Innocent VI, neveu d'Andouin Aubert, cardinal d’Ostie et Velletri, cousin de Pierre de Selve, dit Pierre de Monteruc, évêque de Pampelune et cardinal de Sainte-Anastasie, fut cardinal-diacre de Santa Maria in Aquiro puis cardinal-prêtre de San Lorenzo in Lucina.  Il a été surnommé le cardinal de Carcassonne.

## Biographie
Sans doute filleul d'Innocent VI, il fut d'abord protonotaire apostolique, puis abbé commendataire de Saint-Allyre, à Clermont en Auvergne et de Saint-Victor, à Marseille, où il succéda à Guillaume Grimoard. Il n'avait alors reçu que les ordres mineurs. Il obtient la prévôté de Liège en 1355.

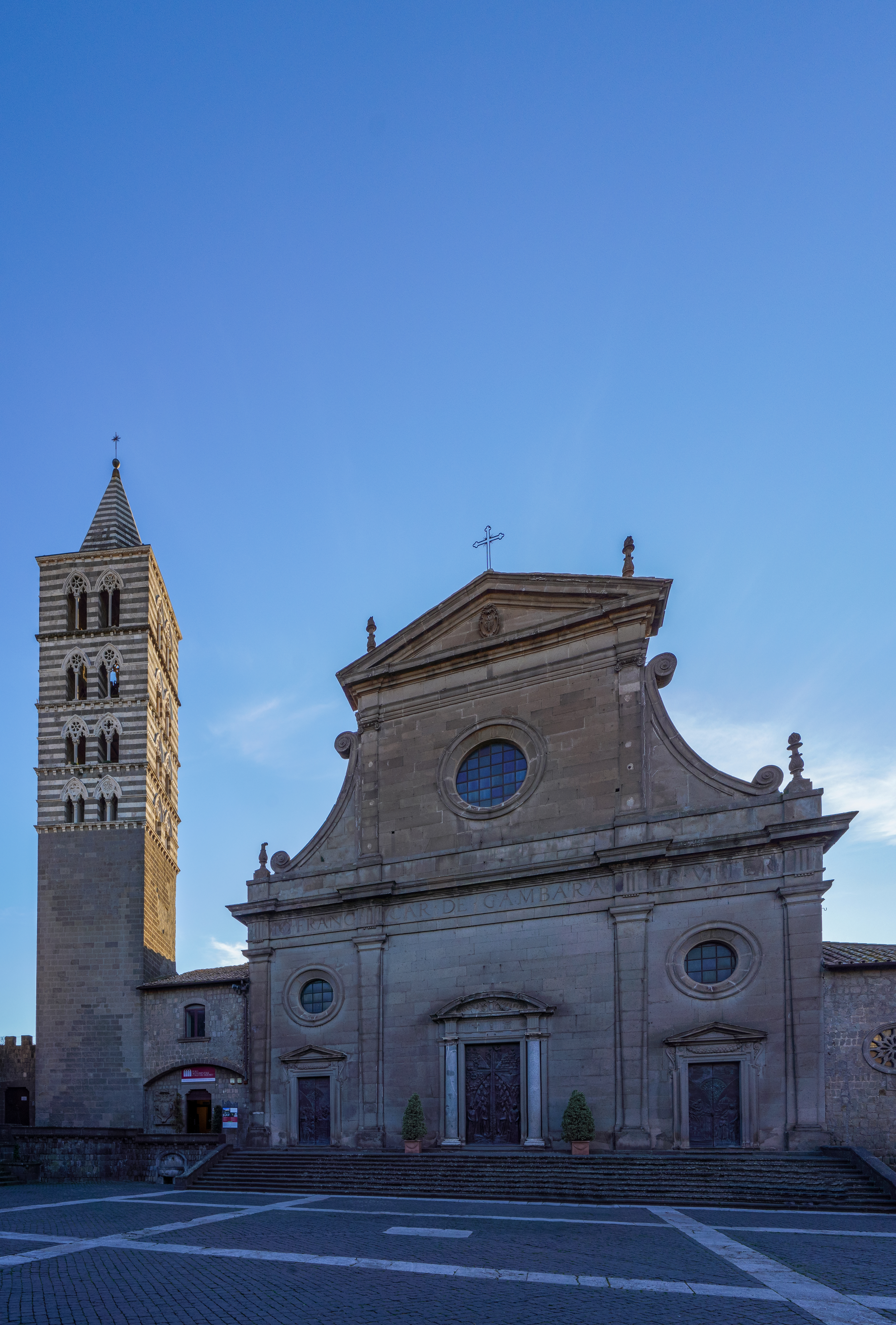
Cathédrale Saint-Laurent de Viterbe

Toujours diacre et sans recevoir la consécration épiscopale, il fut placé par son grand-oncle à la tête du  diocèse de Carcassonne le 10 mars 1361. Puis lors du consistoire du 17 septembre 1361, Innocent VI le fit cardinal-diacre de Santa Maria in Aquiro. Il participa au Conclave de 1362, qui porta sur le trône pontifical Urbain V. Le cardinal accompagna le pape dans son retour à Rome en 1367. 
Ordonné par le Urbain V, il fut fait cardinal-prêtre au titre de San Lorenzo in Lucina le 22 septembre 1368. Il décéda le 29 septembre 1369, à Viterbe et fut inhumé dans la cathédrale Saint-Laurent.